# La Tragédie de la rue
 (avril 2025).
Pour plus de détails, voir Fiche technique et Distribution.
La Tragédie de la rue (Dirnentragödie, littéralement « Drame de catin ») est un film muet dramatique allemand réalisé par Bruno Rahn, sorti en 1927.

## Synopsis
Félix, un jeune étudiant, quitte le domicile de ses parents après une dispute et est recueilli dans la rue par Auguste, une prostituée vieillissante, qui l'installe dans son appartement. Au fil des années, elle s'est lassée, est blasée et désabusée, résignée à son sort. Elle n'attend pas beaucoup de la vie et se fait exploiter sans se plaindre par son souteneur, le brutal Anton. Elle voit dans le garçon une nouvelle chance dans sa vie, le rêve d'un avenir commun et meilleur.
Dans l'appartement vit Auguste, Anton ainsi que Clarissa, une jeune prostituée. Elle méprise son aînée et commence à séduire le beau Félix. Auguste monte des plans. D'abord elle se sépare d'Anton et espère faire prospérer des économies afin de subsister avec le jeune homme. Mais Anton, étant un homme sans scrupules, veut se venger d'elle et aussi la faire revenir. Il fait alors tout pour unir Félix avec Clarissa.
Quand Auguste découvre la liaison entre Felix et Clarissa, elle est très déçue et en colère. Elle décide d'assassiner Clarissa en faisant appel à Anton. Felix, ignorant, avoue à Auguste son amour pour la jeune femme. Auguste se reprend mais il est trop tard. Ne supportant pas d'être devenu un meurtrier, Anton se livre à la police. Auguste, totalement désespérée, se suicide. Le jeune homme retourne vivre chez ses parents.

## Fiche technique
- Titre original : Dirnentragödie
- Réalisation : Bruno Rahn
- Scénario : Ruth Goetz (de), Leo Heller (de) d'après Wilhelm Braun
- Musique : Felix Bartsch
- Directeur de la photographie : Guido Seeber
- Décors : Carl L. Kirmse (de)
- Production : Heinz Büthe
- Sociétés de production : Pantomim-Film AG
- Pays de production : Allemagne  République de Weimar
- Langue : allemand
- Format : Noir et blanc - 1,37:1 - 35 mm
- Genre : Drame
- Durée : 78 minutes
- Date de sortie :
  - Allemagne  République de Weimar : 14 avril 1927

## Distribution
- Asta Nielsen : Auguste
- Werner Pittschau : Felix
- Oskar Homolka : Anton, le souteneur
- Hilde Jennings : Clarissa
- Hedwig Pauly-Winterstein : la mère de Felix
- Otto Kronburger (de) : le père de Felix
- Hermann Picha : Kauzke, un musicien
- Eva Speyer (de) : une prostituée
- Gerhard Dammann (de)

## Autour du film
Le tournage a lieu en février-mars 1927, dans les studios Rex à Berlin-Wedding.
La première a lieu le 14 avril 1927 à Berlin. Le film reçoit une interdiction pour la jeunesse.
Le réalisateur Bruno Rahn meurt six mois après la fin du tournage. Il s'agit de son dernier film.
Il s'agit d'un des derniers films muets d'Asta Nielsen. Sa prestation lui vaut de nombreux éloges.